# Queen of Mine
Queen of Mine is een Engelstalige single van de Belgische band 2 Belgen uit 1982.
De  B-kant van de single was het liedje I Was a Fool.
Het nummer verscheen niet op album, wel werd het opgenomen op het verzamelalbum met muzikale hoogtepunten Voilà uit 1994.

## Meewerkende artiesten
- Rembert De Smet (producer)
- Herman Celis (drums, effecten)
- Rembert De Smet (gitaar, effecten, zang)